# Conistra fereunicolor
Conistra fereunicolor är en fjärilsart som beskrevs av Charles Oberthür. Conistra fereunicolor ingår i släktet Conistra och familjen nattflyn. Inga underarter finns listade i Catalogue of Life.